# Dalanzadgad
Dalanzadgad (en mongol:|Даланзадгад) és la capital de la província d'Ömnögovi a Mongòlia. Es troba a 540 quilòmetres de la capital Ulaanbaatar. El centre de la ciutat es troba a 1.470 metres d'altitud.
L'any 2006 tenia 14.000 habitants.
Compta amb un aeroport (ZMDZ/DLZ) amb vols regulars i domèstics ai des d'Ulaanbaatar. Dalanzadgad es troba en la ruta turística al Gobi. El 2007 es va construir un nou aeroport amb la pista pavimentada que és la segona pista més llarga després de l'Aeroport Internacional Chinggis Khaan d'Ulaanbaatar

## Clima
Dalanzadgad té un clima desèrtic fred continental extrem, en la classificació de Köppen està designat com BWk. Els hiverns són freds (-14,7 °C de temperatura mitjana el gener) i els estius càlids (21.0 °C el juliol). La pluviometria anual és de 126 litres amb el màxim a l'estiu.
| Dades climàtiques a Dalanzadgad            | Dades climàtiques a Dalanzadgad | Dades climàtiques a Dalanzadgad | Dades climàtiques a Dalanzadgad | Dades climàtiques a Dalanzadgad | Dades climàtiques a Dalanzadgad | Dades climàtiques a Dalanzadgad | Dades climàtiques a Dalanzadgad | Dades climàtiques a Dalanzadgad | Dades climàtiques a Dalanzadgad | Dades climàtiques a Dalanzadgad | Dades climàtiques a Dalanzadgad | Dades climàtiques a Dalanzadgad | Dades climàtiques a Dalanzadgad |
| Mes                                        | gen                             | febr                            | març                            | abr                             | maig                            | juny                            | jul                             | ag                              | set                             | oct                             | nov                             | des                             | anual                           |
| ------------------------------------------ | ------------------------------- | ------------------------------- | ------------------------------- | ------------------------------- | ------------------------------- | ------------------------------- | ------------------------------- | ------------------------------- | ------------------------------- | ------------------------------- | ------------------------------- | ------------------------------- | ------------------------------- |
| Màxima rècord °C (°F)                      | 11.1 (52)                       | 14.2 (57.6)                     | 20.6 (69.1)                     | 28.7 (83.7)                     | 31.7 (89.1)                     | 35.0 (95)                       | 36.5 (97.7)                     | 38.6 (101.5)                    | 31.1 (88)                       | 27.9 (82.2)                     | 20.1 (68.2)                     | 12.6 (54.7)                     | 38.6 (101.5)                    |
| Màxima mitjana °C (°F)                     | −7.6 (18.3)                     | −3.7 (25.3)                     | 4.4 (39.9)                      | 13.5 (56.3)                     | 21.4 (70.5)                     | 26.2 (79.2)                     | 27.5 (81.5)                     | 25.9 (78.6)                     | 20.1 (68.2)                     | 12.3 (54.1)                     | 2.0 (35.6)                      | −5.5 (22.1)                     | 11.38 (52.47)                   |
| Mitjana diària °C (°F)                     | −14.7 (5.5)                     | −11.2 (11.8)                    | −3.0 (26.6)                     | 6.1 (43)                        | 14.2 (57.6)                     | 19.2 (66.6)                     | 21.0 (69.8)                     | 19.3 (66.7)                     | 13.1 (55.6)                     | 4.8 (40.6)                      | −5.1 (22.8)                     | −12.6 (9.3)                     | 4.26 (39.66)                    |
| Mínima mitjana °C (°F)                     | −21.1 (−6)                      | −17.3 (0.9)                     | −9.3 (15.3)                     | −0.8 (30.6)                     | 7.0 (44.6)                      | 12.4 (54.3)                     | 14.8 (58.6)                     | 13.3 (55.9)                     | 6.9 (44.4)                      | −1.6 (29.1)                     | −11.2 (11.8)                    | −18.3 (−0.9)                    | −2.1 (28.22)                    |
| Mínima rècord °C (°F)                      | −33.1 (−27.6)                   | −34.2 (−29.6)                   | −24.3 (−11.7)                   | −7.1 (19.2)                     | −6.8 (19.8)                     | 1.1 (34)                        | 2.7 (36.9)                      | 2.9 (37.2)                      | −9.7 (14.5)                     | −17.1 (1.2)                     | −26.4 (−15.5)                   | −24.1 (−11.4)                   | −34.2 (−29.6)                   |
| Precipitació mitjana mm (polzades)         | 1.4 (0.055)                     | 1.1 (0.043)                     | 3.3 (0.13)                      | 5.3 (0.209)                     | 11.8 (0.465)                    | 18.1 (0.713)                    | 32.8 (1.291)                    | 32.1 (1.264)                    | 13.1 (0.516)                    | 4.4 (0.173)                     | 2.0 (0.079)                     | 1.0 (0.039)                     | 126.4 (4.977)                   |
| Mitjana de dies de precipitació (≥ 1.0 mm) | 0.3                             | 0.2                             | 1.0                             | 1.3                             | 2.1                             | 2.8                             | 5.4                             | 5.1                             | 2.7                             | 0.9                             | 0.8                             | 0.3                             | 22.9                            |
| Font: NOAA (1961-1990)                     |                                 |                                 |                                 |                                 |                                 |                                 |                                 |                                 |                                 |                                 |                                 |                                 |                                 |